# Wapper

Platzansicht des südlichen Teils von NW nach SO

Der Wapper ist ein Platz in der belgischen Stadt Antwerpen. Er liegt zwischen der Meir, einer der bedeutenden Einkaufsstraßen Antwerpens, und dem Stadttheater. Der Wapper verdankt seine besondere Bekanntheit dem Rubenshaus, welches am Wapper liegt. Der Platz wurde 1972 angelegt.

## Geschichte
1490 wurde in der Mitte des heutigen Wappers ein Kanal angelegt, der in Antwerpen für Trinkwasser sorgen sollte, da die Schelde aufgrund des Tidenhubs der Gezeiten Salzwasser enthielt.
In der ersten Hälfte des 16. Jahrhunderts wurde mit der Überdeckung dieses Kanals begonnen. 1819 wurde der Kanal schließlich ganzheitlich überdeckt. Währenddessen wurden auch erste Häuserreihen auf den bereits überdachten Kanalteilen erbaut. Das bekannteste dieser Häuser ist das Geleyhuis aus dem Jahr 1545. 
In den Jahren 1966–1969 wurde die gesamte Häuserreihe geschleift, wodurch der Wapper in zwei Straßenzüge aufgeteilt wurde. Der Grund für den Abbruch war der geplante Bau einer Haupteinfallsroute zwischen dem Ring von Antwerpen und der Meir, die auch zu einer Autobahn von Turnhout nach Antwerpen ausgebaut werden sollte. Diese Pläne wurden aber 1972 verworfen und der Platz in der Form angelegt, wie er heute noch aussieht.

## Bibliografie
- Antoon van Ruyssevelt: Stadsbeelden Antwerpen. Een gids-inventaris van de beelden en de monumenten. Stad, Antwerpen 2001, ISBN 90-76222-09-6.